# Servizio Ausiliario Femminile

Arruolamento a Campo San Luca (Venezia), nel 1944

Ausiliaria sbeffeggiata dopo la guerra

Il Corpo Femminile Volontario per i Servizi Ausiliari delle Forze Armate Repubblicane, meglio noto come Servizio Ausiliario Femminile (SAF) è stato un corpo femminile delle forze armate della Repubblica Sociale Italiana, le cui componenti, tutte volontarie, sono comunemente indicate come ausiliarie.

## Il SAF
Il Servizio Ausiliario Femminile venne istituito il 18 aprile 1944 con il decreto ministeriale n. 447, come supporto allo sforzo bellico. Il comando fu affidato al generale di brigata Piera Gatteschi Fondelli, già ispettrice nazionale dei Fasci di Combattimento Femminili. Per quanto riguarda il reclutamento e l'addestramento il SAF era posto alle dipendenze della Direzione del Partito Fascista Repubblicano per tramite di un Comando Generale del Servizio Ausiliario, ed era articolato su Comandi Provinciali e di Gruppo. Il Comando Generale del corpo sarà posto prima a Venezia e poi, dal 1945, a Como.
Al termine dei corsi di formazione le ausiliarie prestavano giuramento secondo la formula delle Forze Armate Repubblicane, e venivano considerate personale militarizzato con la qualifica di volontarie di guerra. Per l'impiego operativo le ausiliarie erano poste alle dipendenze dei comandi delle Forze Armate Repubblicane o della Guardia Nazionale Repubblicana presso i quali prestavano servizio.
Sempre appartenenti al SAF erano le Infermiere Ausiliarie inquadrate nella Croce Rossa repubblicana con l'appellativo di "Sorellina" (equivalente al grado militare di Sergente). Le sorelline vestivano l'uniforme delle Infermiere Volontarie (ma in colore azzurro anziché bianco e con il distintivo del SAF) per le attività ospedaliere, e la normale uniforme del SAF per gli altri servizi.
L'arruolamento era volontario, ed in totale le donne che si arruolarono furono circa 6000. L'addestramento del personale venne curato in 22 corsi provinciali (organizzati tra la primavera e l'autunno del 1944) e 6 corsi nazionali, come segue:
- I Corso "Italia" (Lido di Venezia, 1º maggio 1944)
- II Corso "Roma" (Lido di Venezia, 1º luglio 1944)
- III Corso "Brigate Nere" (Lido di Venezia, poi Como, 31 agosto 1944)
- IV Corso "Giovinezza" (Como, 5 novembre 1944)
- V Corso "Fiamma" (Como, 1º gennaio 1945)
- VI Corso "XVIII Aprile" (Como, 1º marzo 1945)

Fino al 18 aprile 1945 le ausiliarie del SAF ebbero 25 cadute, 8 ferite e 7 disperse. Dopo il 25 aprile 1945 in centinaia furono oggetto di atti di tragico scherno e vittime di omicidi, violenze, stupri e ritorsioni sulle famiglie.

### Decorazioni
Almeno 13 ausiliarie del SAF furono insignite di decorazioni della Repubblica Sociale Italiana, tra cui:
 Medaglia d'oro al valor militare della RSI (alla memoria) : ausiliaria Franca Barbier (Champorcher, 25 luglio 1944)
 Medaglia d'oro al valor militare della RSI (alla memoria) : ausiliaria Maria Garzena (Graglia, 4 luglio 1944)
 Medaglia d'oro al valor militare della RSI (alla memoria) : ausiliaria Angelina Milazzo (Garbagnate, 21 gennaio 1945)
 Medaglia d'argento al valor militare della RSI (alla memoria) : ausiliaria Silvia Polettini (Rovigo, 20 gennaio 1945)
 Medaglia di bronzo al valor militare della RSI: infermiera ausiliaria Mariella Togna (Fronte Italia Centrale 12 maggio-6 giugno 1944 e Fronte Italia Settentrionale agosto 1944-marzo 1945)

### Inno del Servizio Ausiliario

Il Generale Piera Gatteschi Fondelli, comandante generale del Servizio Ausiliario Femminile, ritratta a fianco del Maresciallo d'Italia Rodolfo Graziani, Ministro delle Forze Armate della Repubblica Sociale Italiana

"Canta giovinezza"
Canta, giovinezza, la canzon del cuore
presa dall'ebbrezza e da un comune ardore.
È la Patria amata
che rinasce alata
la Patria che di luce splende ancora.
Noi ci recheremo in guerra
se la Patria lo vorrà.
Morirem su nostra terra
e se l'Italia vince
bello pur sarà.
È nata dal dolore
nel cuore la fiamma ardente
che le ali ci darà.
È la nostra prima guerra
lo giuriam, si vincerà!

### Preghiera del Servizio Ausiliario

Gruppo di Ausiliarie in posa

Preghiera dell'ausiliaria
Signore del Cielo e della Terra,
accogli l'umile, ardente preghiera
di noi, donne italiane,
che sopra gli affetti più cari,
poniamo Te o Signore, e la Patria.
Benedici le nostre case lontane,
benedici il lavoro delle nostre giornate,
raccogli, come offerta di redenzione
per la Patria tradita,
il sangue degli eroi, dei martiri,
il pianto delle madri private dei figli,
il singhiozzante grido dei bimbi
privati delle madri per
la sadica ferocia nemica.
Fa, o Signore, che la resurrezione
della Patria sia vicina,
concedi la vittoria.
Benedici sul mare l'Italia,
sulle terre insanguinate ed oppresse,
su tutti i cieli, la Bandiera Repubblicana,
libera, potente, sicura.
Benedici i nostri morti in noi sempre vivi,
che levano verso Te, su in alto,
la Bandiera d'Italia
che mai
sarà ammainata.
Conservaci il Duce.
Benedici.

### I gradi del SAF
Il Servizio Ausiliario Femminile adottò un sistema di gradi funzionali propri, corrispondenti ai gradi delle Forze Armate repubblicane, come segue:
 Comandante generale (equivalente a Generale di Brigata)
 Vice-comandante Generale (equivalente a Colonnello)
 Ispettrice (equivalente a Colonnello)
 Comandante provinciale (equivalente a Capitano)
 Vice-comandante provinciale (equivalente a Tenente)
 Comandante di gruppo (equivalente a Sottotenente)
 Capo nucleo (equivalente a Maresciallo)
 Vice-capo nucleo (equivalente a Sergente)
 Ausiliaria scelta (equivalente a Caporale)
Le Ausiliarie semplici (equivalenti a Soldati semplici) non avevano alcuna insegna di grado.

Le ausiliarie utilizzavano solitamente la nomenclatura del grado interna al SAF per le pratiche amministrative gestite dal proprio comando, ed il corrispettivo grado militare per quanto riguarda l'attività operativa.

## Le altre Ausiliarie della RSI

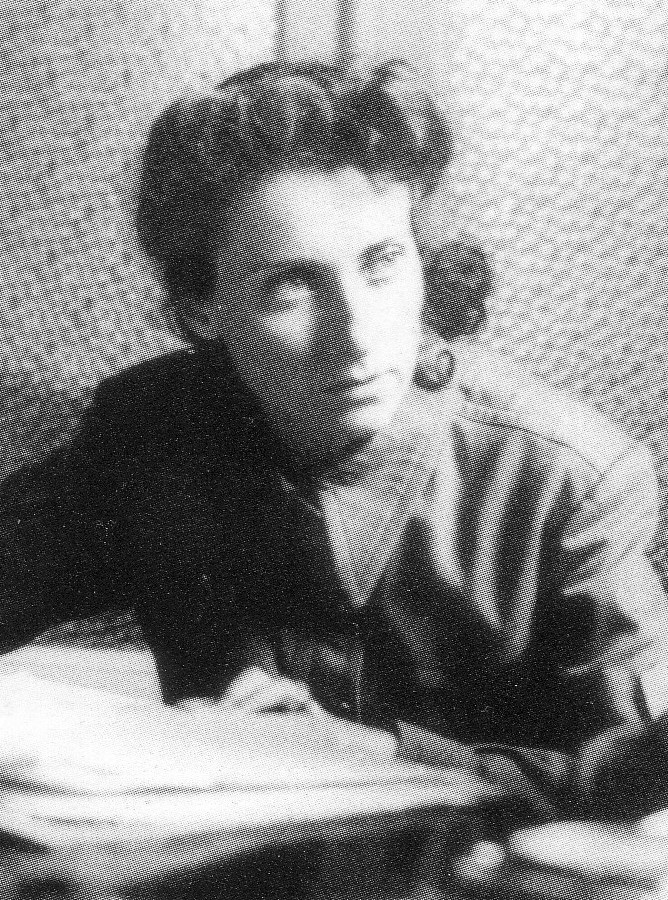
Fede Arnaud

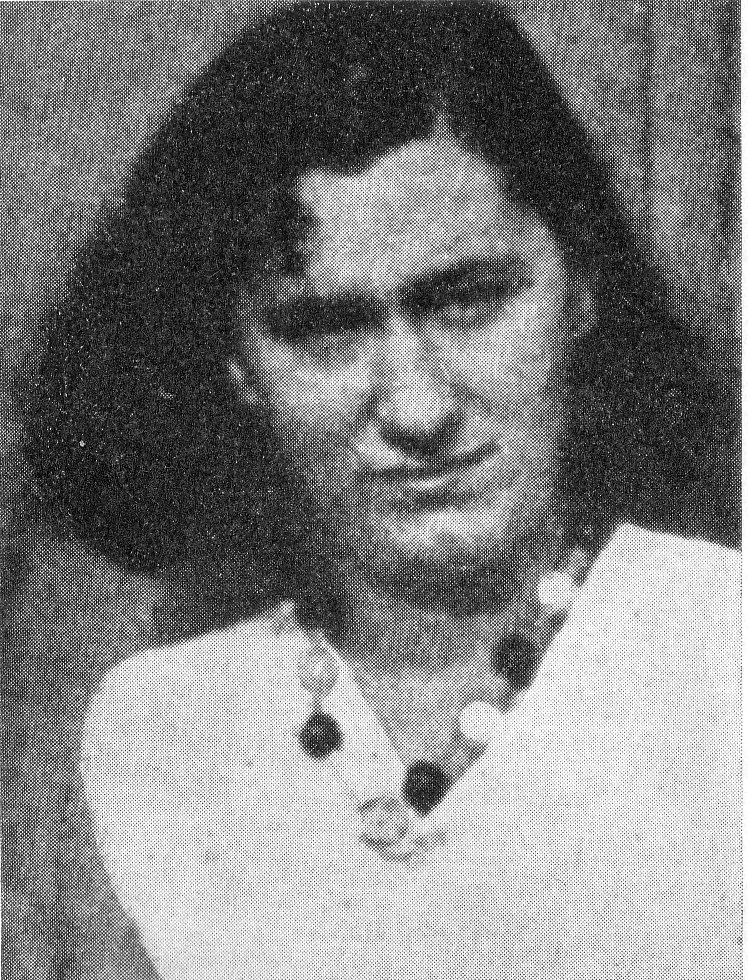
L'ex ausiliaria della Xª Flottiglia MAS Brunilde Tanzi uccisa nel gennaio 1947 dalla Volante Rossa

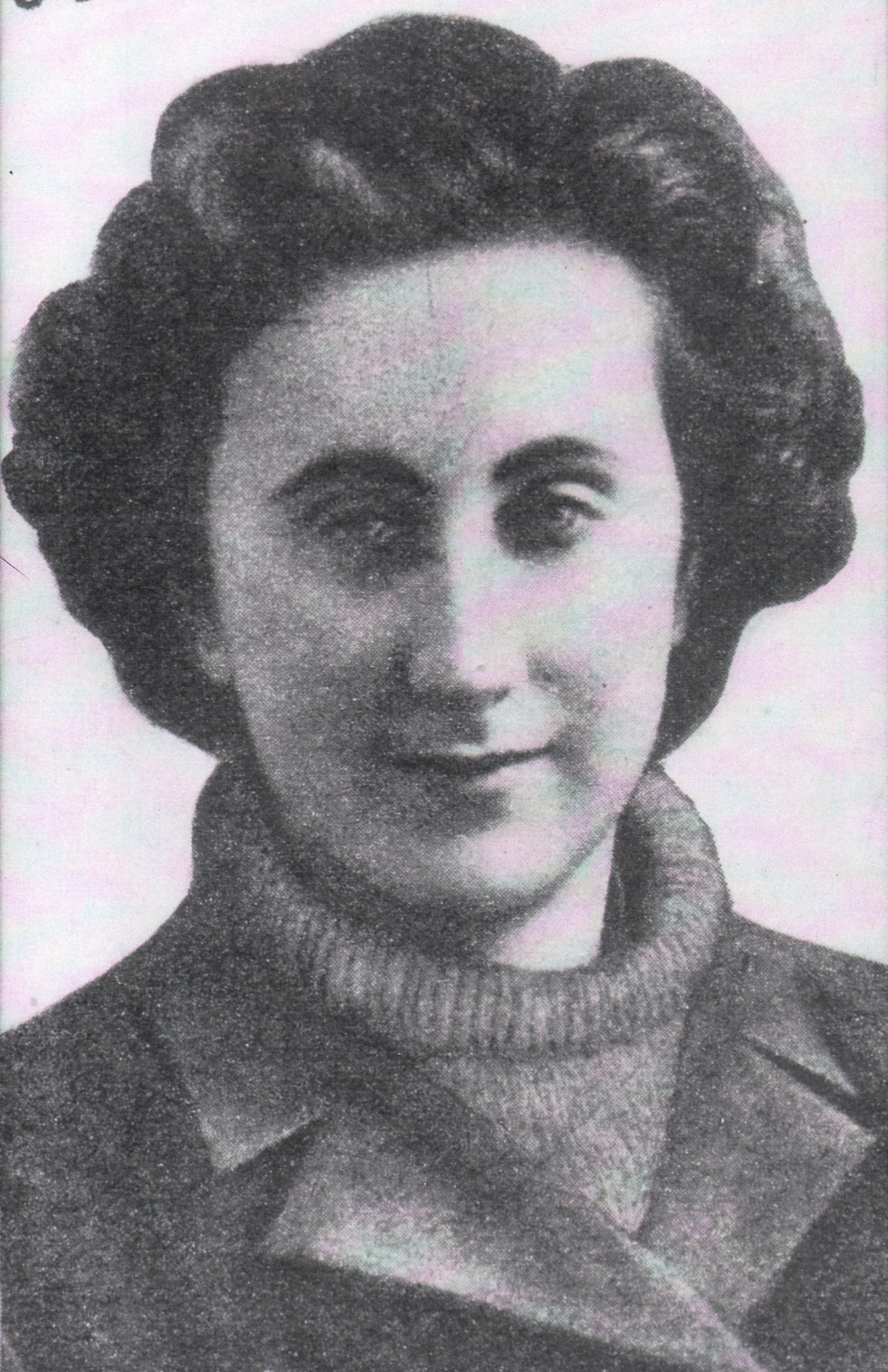
Marilena Grill, catturata, stuprata ed assassinata all'età di 17 anni da un gruppo di partigiani

Alcuni giorni prima della costituzione ufficiale del SAF il Comando della Xª Flottiglia MAS aveva già istituito un proprio Servizio Ausiliario composto da personale femminile (1º marzo 1944). Queste ausiliarie, al comando della ex ispettrice del settore sportivo femminile dei GUF Fede Arnaud Pocek, costituirono un servizio separato rispetto al SAF, e vennero addestrate in tre corsi tenuti nel 1944, come segue:
- I Corso "Nettuno" (Salzano, poi Grandola, 5 giugno 1944)
- II Corso "Anzio" (Grandola, 8 settembre 1944)
- III Corso "Fiumicino" (Col di Luna, dicembre 1944)

Un quarto corso, organizzato a Venezia nel marzo 1945, non fu completato a causa degli eventi bellici. Il numero complessivo delle volontarie del SAF della Xa MAS fu di circa 300.
Altri tre corsi vennero organizzati dall'Opera Nazionale Balilla, con volontarie provenienti dalle organizzazioni giovanili del partito. Queste ausiliarie (soprannominate "le Balilline") furono in seguito assegnate principalmente ad unità della Guardia Nazionale Repubblicana, ed entrarono a far parte del SAF. I loro corsi di addestramento furono:
- I Corso "Avanguardia" (Noventa Vicentina, aprile 1944)
- II Corso "Ardimento" (Castiglione Olona)
- III Corso "Siro Gajani"[21] (Milano, settembre 1944)

Almeno altri due corsi furono organizzati nel 1944 direttamente da unità della Guardia Nazionale Repubblicana: il primo dalla GAF (Guardia alla Frontiera) a Moncalieri, il secondo dal 2º Reggimento Milizia Difesa Territoriale della GNR di Pola.
Varie Brigate Nere annoverarono nei loro ranghi personale ausiliario femminile, ma non si conoscono specifici corsi addestrativi o norme organizzative generalizzate, trattandosi di iniziative di volontarismo individuale inquadrate a livello locale.
Nell'aprile 1944, su iniziativa della campionessa di tennis Wally Sandonnino, un piccolo numero di ausiliarie provenienti dai corsi regolari del SAF transitò nella Legione Volontari Italiani organizzata dai tedeschi, continuando per un breve periodo a dipendere e vestire le uniformi del Servizio Ausiliario Femminile prima di venire assorbite nella nuova organizzazione.